# مهدی بزرگمهر
مهدی بزرگمهر موسیقی‌دان و آهنگساز اهل ایران است.

## زندگی هنری
مهدی بزرگمهر، زادهٔ ۱۸ بهمن در تهران، آهنگساز و عضو شورای مرکزی کانون آهنگسازان سینمای ایران است. از جمله استادان او در آهنگسازی می‌توان به کامبیز روشن‌روان اشاره کرد که هارمونی، کنترپوان، ارکستراسیون، فرم و آنالیز را نزد وی آموخته‌است و از سال ۱۳۷۳ فعالیت حرفه ای خود را آغاز نمود. او از سال ۱۳۷۴ به عنوان دبیر کانون آهنگسازان، همکاری خود را با خانهٔ سینمای ایران آغاز کرد.
وی همچنین در دوازده دوره جشن خانهٔ سینمای ایران از اعضای هیئت داوران بوده‌است.
در دومین «جشنوارهٔ دوسالانهٔ مهر» در بخش آهنگسازی از مهدی بزرگمهر تقدیر به عمل آمد و دیپلم افتخار جشنواره به او اهدا شد و در سیزدهمین جشنواره بین‌المللی موسیقی فجر جایزهٔ آهنگسازی و لوح تقدیر به وی تعلق گرفت.

## فعالیت‌های هنری
از جمله فعالیت‌های هنری مهدی بزرگمهر در جایگاه موسیقی‌دان به موارد زیر می‌توان اشاره کرد:
- دبیری کانون آهنگسازان سینمای ایران (خانهٔ سینما)[۸][۹][۱۰]
- داوری موسیقی جشن‌های خانهٔ سینما
- عضویت در شورای مرکزی کانون آهنگسازان سینمای ایران
- ساخت موسیقی فیلم
- انتشار آلبوم موسیقی
- تألیف کتاب موسیقی

## آثار موسیقی

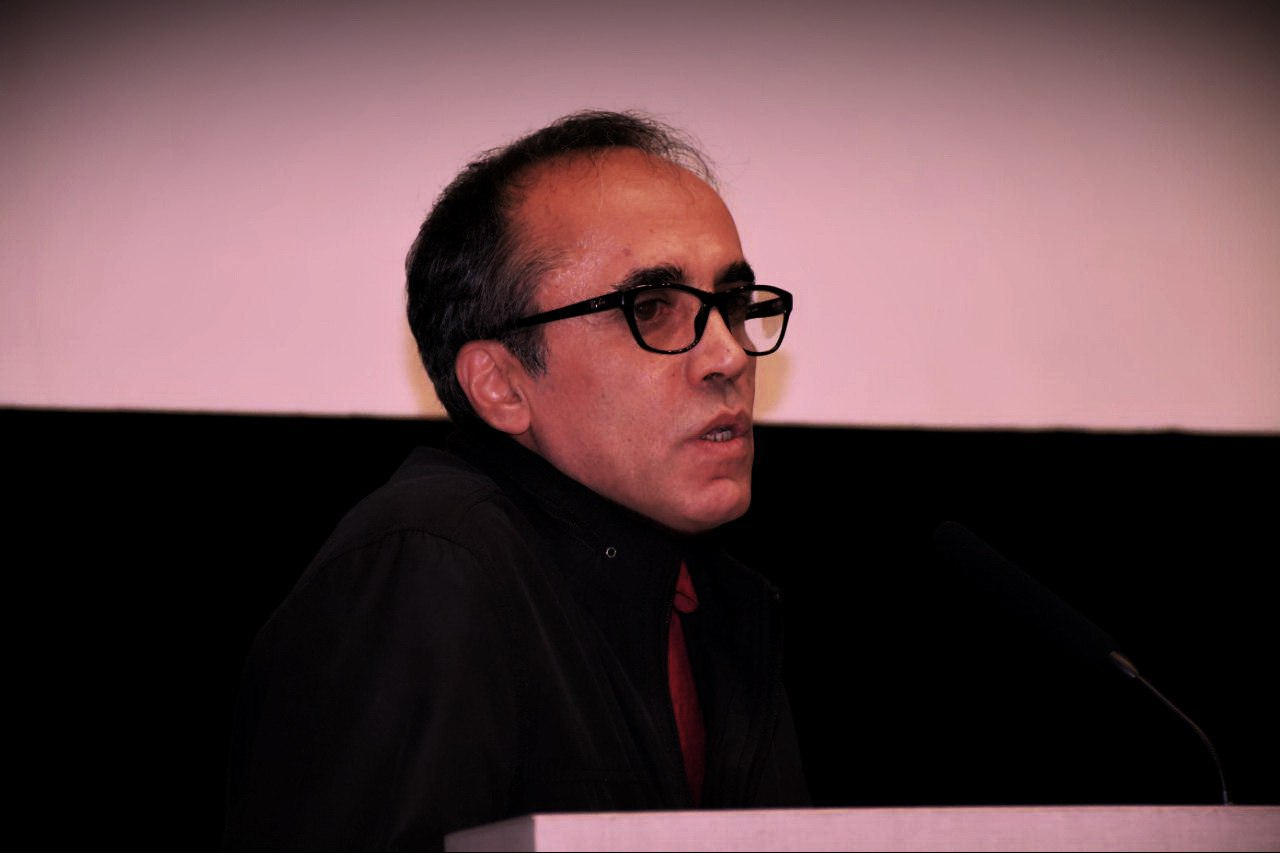
مهدی بزرگمهر دبیر کانون آهنگسازان سینمای ایران - ۱۱ آذر ۱۳۹۷ تالار سیف‌الله داد خانه سینمای ایران

از جمله آثار موسیقی مهدی بزرگمهر به موارد زیر می‌توان اشاره کرد:
- سمفونی شماره یک (راه آتش)
- سوئیت سمفونی شماره یک (درخشش)
- کنسرتو برای ویولنسل و ارکستر
- کنسرتو برای پیانو و ارکستر زهی (پرواز)
- کنسرتو برای ویولن و ارکستر زهی (عشق اول)
- کنسرتو برای فلوت و ارکستر زهی (مسیرهای سبز)
- کوارتت زهی شماره ۱ و ۲
- تریو برای پیانو، ویولنسل و ویلن
- تریو برای هارپ، فاگوت و فلوت
- دوئت‌هایی برای فلوت پیکولو و پیانو، فلوت و پیانو، کلارینت و پیانو، سولو سوپرانو و پیانو، ویلن و پیانو، ویلنسل و پیانو
- ساخت موسیقی برای اشعار کلاسیک ایرانی، مانند اشعار خیام، رومی، بیدل دهلوی، حافظ، سعدی، و….

## موسیقی فیلم و سریال
- «نازنین خانم» (مجموعه تلویزیونی مشترک با کامبیز روشن‌روان) به کارگردانی رامین احمدی (۱۳۷۳)[۳]
- «بافته‌های رنج» (مجموعه تلویزیونی مشترک با کامبیز روشن‌روان) به کارگردانی مجید بهشتی (۱۳۷۶)[۳]
- «آفتابگردان‌های وحشی» (مشترک با بیتا بهشتیان) به کارگردانی نورمحمد عاشوری (۱۳۸۲)
- «ماجراهای اینترنتی» به کارگردانی حسین قناعت (۱۳۸۳)[۱۲]
- «شبی از شب‌ها» (مجموعه تلویزیونی مشترک با کارن همایونفر) به کارگردانی رضا کریمی (۱۳۸۴)
- «گزارش مریم» (مشترک با بیتا بهشتیان) به کارگردانی اسماعیل براری (۱۳۸۴)[۱۳]
- «روز باران» (مشترک با بیتا بهشتیان) به کارگردانی اسماعیل براری (۱۳۸۵)

## موسیقی فیلم‌های کوتاه، انیمیشن و مستند
- «سفر خوش آقای راننده»[۱۴]
- «ماجراهای اطلسی»
- «پروانه‌ها هرگز نمی‌میرند»
- «سومی»
- «پرواز را به خاطر بسپار»
- «دربست»[۱۵]
- «قایقی روی شانه‌هایم»[۱۶]

## دستیار آهنگساز
- کلاه پهلوی (مجموعه تلویزیونی) به کارگردانی سید ضیاءالدین دری - آهنگساز: مجید انتظامی[۳]
- ترنج (فیلم ۱۳۹۱) به کارگردانی مجتبی راعی - آهنگساز: کامبیز روشن‌روان[۳]
- ایراندخت (مجموعه تلویزیونی) به کارگردانی محمدرضا ورزی - آهنگساز: کامبیز روشن روان

## ناظر ضبط
مهدی بزرگمهر در برخی آثار مطرح موسیقی به عنوان ناظر ضبط همکاری داشته‌است که از آن جمله به موارد زیر می‌توان اشاره نمود:
- سمفونی مقاومت به آهنگسازی مجید انتظامی[۱۷]
- «سمفونی انقلاب» به آهنگسازی مجید انتظامی[۱۸]
- «پوئم سمفونی پرواز» به آهنگسازی کامبیز روشن‌روان

## کتاب
- تألیف کتاب «تنظیم موومان اول سمفونی پنج بتهوون برای پیانو» (انتشارات پارت)[۱۹][۲۰]
- تألیف کتاب «قصهٔ گیسوی تو» دوازده قطعه برای آواز و پیانو بر اساس اشعار کلاسیک ایرانی (انتشارات چنگ)[۲۱]

## آلبوم موسیقی
- «ستاره‌ها بیدار شین» (کانون پرورش فکری کودکان و نوجوانان)[۲۲]
- «مادر» مشترک با گروه آهنگسازان (کانون پرورش فکری کودکان و نوجوانان)[۲۳]
- مجموعه قصه‌های آهنگین «الاغ من دم نداره» در قالب سه آلبوم نوشته حمید عاملی (شرکت بچه‌ها سلام)[۲۴]
- «یک دسته گل» مشترک با گروه آهنگسازان (کانون پرورش فکری کودکان و نوجوانان)[۲۵]

## جوایز
- برنده جایزه آهنگسازی و لوح تقدیر از سیزدهمین جشنواره بین‌المللی موسیقی فجر[۳][۷]
- برنده جایزه آهنگسازی و دیپلم افتخار از دومین جشنواره فرهنگی هنری مهر[۳][۶]